# Lis
Der Lis ist ein Fluss in Portugal mit 39,5 Kilometer Länge. Das hydrologische Einzugsgebiet umfasst ein Gebiet von circa 945 km², das gesamte Becken inklusive der Küstenabschnitte misst 1.125 km². Die jahresdurchschnittliche Abflussmenge beträgt 2,69 m³/s. Das durchschnittliche Gefälle liegt bei 0,97 %.

## Geographie
Der Lis entspringt in der Nähe des Ortes Fontes, 2,5 Kilometer südlich von Cortes, einer Gemeinde im Distrikt Leiria. Von dort fließt er nach Norden, vorbei an den Orten Reixida, Alqueidão, Lourais und Zambujo. Anschließend durchquert er das Zentrum von Leiria in westlicher Richtung. Westlich der Stadt mündet der Fluss Lena in den Lis. Hinter der Einmündung fließt er wieder nach Norden. Weiter nördlich in der Nähe des Ortes Carreira biegt er nach Westen ab, passiert den Ort Gajeota und mündet auf der nördlichen Seite von Praia da Vieira in den Atlantischen Ozean. Im gesamten Verlauf gibt es 55 Zuflüsse, darunter der Fora (von rechts) und der Alcaide (von links).

## Unterteilung
Das Becken des Lis wird hydromorphologisch unterteilt in den oberen Teil Alto Lis und den unteren Teil Baixo Lis. Der obere Teil besteht aus den beiden hydrologisch homogenen Einheiten (UHH) der Subbecken Lena (UHH4) und Lis (UHH3). Der untere Teil setzt sich aus Médio Lis (UHH2) und Baixo Lis (UHH1) zusammen.

## Umwelt

### Fauna
Der Fluss bietet Lebensraum für Fischotter, Weißstörche und Iberische Smaragdeidechsen.

### Wasserqualität
Früher wurde der Fluss zum sportlichen Angeln genutzt, durch die starke Verschmutzung – vorwiegend durch chemische Dünger, Pestizide und Herbizide – geht die Artenvielfalt jedoch zurück. Teilweise kam es zu massivem Fischsterben.